# Amphipyra cuprior
Amphipyra cuprior là một loài bướm đêm trong họ Noctuidae.